# Yakuhananomia
Yakuhananomia is een geslacht van kevers uit de familie spartelkevers (Mordellidae).
Het geslacht is voor het eerst wetenschappelijk beschreven in 1935 door Kôno.

## Soorten
Het geslacht omvat de volgende soorten:
- Yakuhananomia bidentata (Say, 1824)
- Yakuhananomia ermischi Franciscolo, 1952
- Yakuhananomia fulviceps (Champion, 1891)
- Yakuhananomia polyspila (Fairmaire, 1897)
- Yakuhananomia tsuyukii Takakuwa, 1978
- Yakuhananomia tui (Horák, 1996)
- Yakuhananomia uenoi Takakuwa, 1995
- Yakuhananomia yakui (Kôno, 1930)